# Sologamie
Sologamie je uzavření manželství sama se sebou. Podle příznivců této praktiky vede ke šťastnějšímu životu a stvrzuje vlastní sebehodnotu. Podle odpůrců je tato praktika narcistická a je známkou nízkého sebevědomí.
V angličtině se sologamie někdy označuje termínem „self-marriage“, což ale taky může znamenat uzavření manželství bez kněze (self-uniting marriage).
Sologamie se stala v 21. století stále oblíbenější, zejména mezi bohatými ženami. Od roku 2014 nabízí jistá cestovní kancelář v Kjótu ženám „balíčky sologamních sňatků na míru“, přičemž některými zákaznicemi jsou manželky, které nebyly spokojeny se svou původní „klasickou“ svatbou.
Obřad sologamie může mít téměř stejnou formu jako obřad klasického pravidelného manželství, včetně „svatebních“ hostů a hostiny.